# Rielingshausen
Rielingshausen ist ein Ortsteil von Marbach am Neckar im Landkreis Ludwigsburg in Baden-Württemberg.

## Geografie
Rielingshausen mit 2600 Einwohnern liegt etwa fünf Kilometer nordöstlich von Marbach auf einer Anhöhe zwischen der Murr und dem Hardtwald. Zu dem Ort gehört auch der anderthalb Kilometer weiter nördlich gelegene Weiler Hinterbirkenhof. Die Gemarkung wird durch mehrere Bachtäler gegliedert, die allesamt zur Murr führen. Der Dorfkern liegt in der flachen Mulde des Weidenbachs, während der Kaisersbach eine Vertiefung zwischen Rielingshausen und dem Hinterbirkenhof ausbildet. Die östliche Markungsgrenze bildet der Eichbach, der auf halbem Wege in einer Doline verschwindet. Der Sulzbach durchfließt südöstlich des Orts ein weites Tal. Nachdem er bei der Flurbereinigung in den 1970er Jahren begradigt worden war, wurde er Ende der 1980er Jahre wieder renaturiert. Diese Maßnahme wurde 1991 mit dem Kulturlandschaftspreis des Schwäbischen Heimatbunds ausgezeichnet.

## Geschichte
Erste Spuren menschlicher Besiedlung auf Rielingshäuser Markung sind aus der Jungsteinzeit und aus römischer Zeit nachgewiesen. Die Römerstraße von Benningen nach Murrhardt verlief über Rielingshauser Gebiet; sie entsprach in etwa der heutigen Landesstraße, verlief jedoch ein wenig weiter nördlich und westlich.

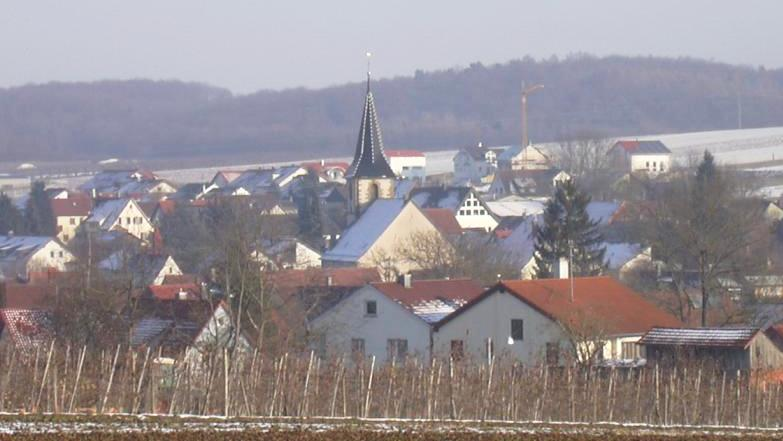
Ortsansicht von Süden

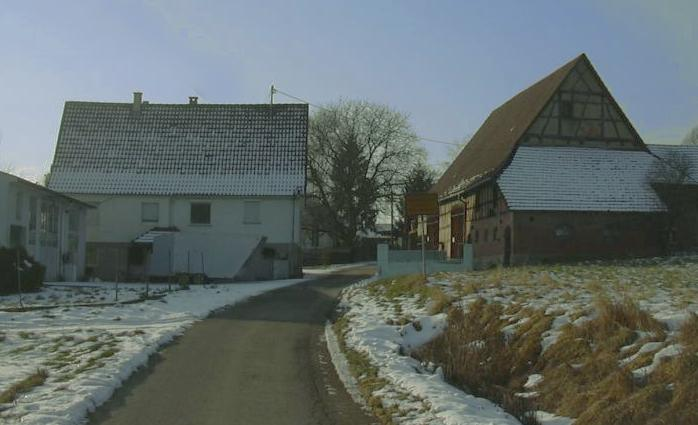
Hinterbirkenhof

Rielingshausen gehört zu den wenigen Orten im Landkreis Ludwigsburg, die schon im 8. Jahrhundert urkundlich erwähnten wurden. Der heutige Ort Rielingshausen entstand vermutlich um 700 südlich der Römerstraße als fränkischer Adelssitz. Am 11. Juni 776 schenkte Adalgard, die Witwe des Irlulf, ihren Besitz in Reginherishusen dem im Kloster Lorch bestatteten heiligen Nazarius. Somit ging der Besitz an das Kloster Lorsch. Erwähnt wurde Rielingshausen 852 im Lorscher Codex als Reginherishusen. Ab 972 gehörte der Ort wie Marbach zum Bistum Speyer. Mit der Nennung im Wolvaldischen Vertrag im Jahr 972 erhielt der Ort einen neuen Namen: Ruodingeshusa. Bis im 16. Jahrhundert der Name Rielingshausen entstand, gab es zahlreiche weitere Namensänderungen. Der Ort hieß Ruodingeshusa, Rudingeshusen, Rudlingshausen, Rülingshausen. Namensänderungen waren oftmals auf die Ortsadelsfamilie oder auf den Wechsel des Leitnamens zurückzuführen. Die weiteren Besitzverhältnisse bis ins frühe 14. Jahrhundert sind nicht überliefert, womöglich gehörte Rielingshausen später zur Herrschaft Wolfsölden. Spätestens mit deren Verkauf 1322, vielleicht auch schon zusammen mit Marbach, fiel Rielingshausen in den Besitz der Grafen von Württemberg. Gegen Ende des 13. Jahrhunderts sind westlich Rielingshausens die zwei Siedlungen Sigebotsbuch und Kaisersberg bezeugt, die wohl wenig später abgingen. Durch die freiwerdende Fläche konnte sich die Rielingshauser Markung nach Westen ausdehnen.
Unter württembergischer Herrschaft gehörte der Ort zum Amt Asperg, ab dem 15. Jahrhundert zum Amt (später Oberamt) Marbach. Die etwa 500 Einwohner lebten von Landwirtschaft und Weinbau, um 1350 ist erstmals eine Kelter erwähnt.
1525 nahmen Rielingshäuser Bauern am Deutschen Bauernkrieg teil, dreizehn von ihnen wurden nach dem Scheitern des Aufstands zu Geldstrafen verurteilt und durften keine Waffen mehr tragen. Wie Marbach wurde auch Rielingshausen im Dreißigjährigen Krieg wiederholt Opfer von Pest, Hungersnöten und Übergriffen durchziehender Truppen, die den Ort schlimm trafen. Die Einwohnerzahl sank von 624 im Jahr 1622 auf 108 im Jahr 1648, und die Hälfte der Häuser wurden zerstört. Außer den Pesttoten waren, besonders im Winter 1636/37, zahlreiche Hungertote zu verzeichnen. Erst nach dem Friedensschluss von Münster und Osnabrück 1648 kehrte wieder Ruhe ein. Auch die nachfolgenden Kriege im 17. und 18. Jahrhundert bekam der Ort zu spüren, so wurde er 1674 und 1693 von den Franzosen geplündert. Im Pfälzischen Erbfolgekrieg gab es einen ersten größeren Vorstoß französischer Truppen nach Württemberg. Nahezu die gesamte Marbacher Bevölkerung floh in die nächstgelegenen Orte Erdmannhausen, Kirchberg und Rielingshausen. In der Nacht zum 28. Juli 1693 wurde Marbach von französischen Truppen in Brand gesteckt und fast vollständig zerstört. Die Richtung Backnang ziehende Armee überfiel auf ihrem Weg kurz darauf auch Rielingshausen: Drei Häuser und fünf Scheunen wurden niedergebrannt, ein Großteil der Ernte vernichtet. Die Kirche und das Uhrwerk auf deren Turm litten Schaden und die beiden Glocken wurden geraubt. Im dadurch verursachten Hungerwinter 1693/94 ging die Einwohnerzahl von 319 auf unter 200 zurück.
1720 entstand nördlich des Dorfs auf damals wüstliegendem Gelände der Weiler Hinterbirkenhof, auf dem im Laufe der Zeit zwischen 20 und 40 Einwohner lebten. Die Einwohnerzahl der Gemeinde erreichte erst nach 1780 wieder den Stand von 1622. Bei der Neuordnung Württembergs 1810 verblieb Rielingshausen beim Oberamt Marbach. Neben zahlreichen Truppendurchzügen in den Koalitionskriegen belastete den Ort auch die Einziehung etlicher Männer zum Militärdienst. Sieben Rielingshäuser Soldaten fielen im Russlandfeldzug Napoleons.

## Wirtschaft

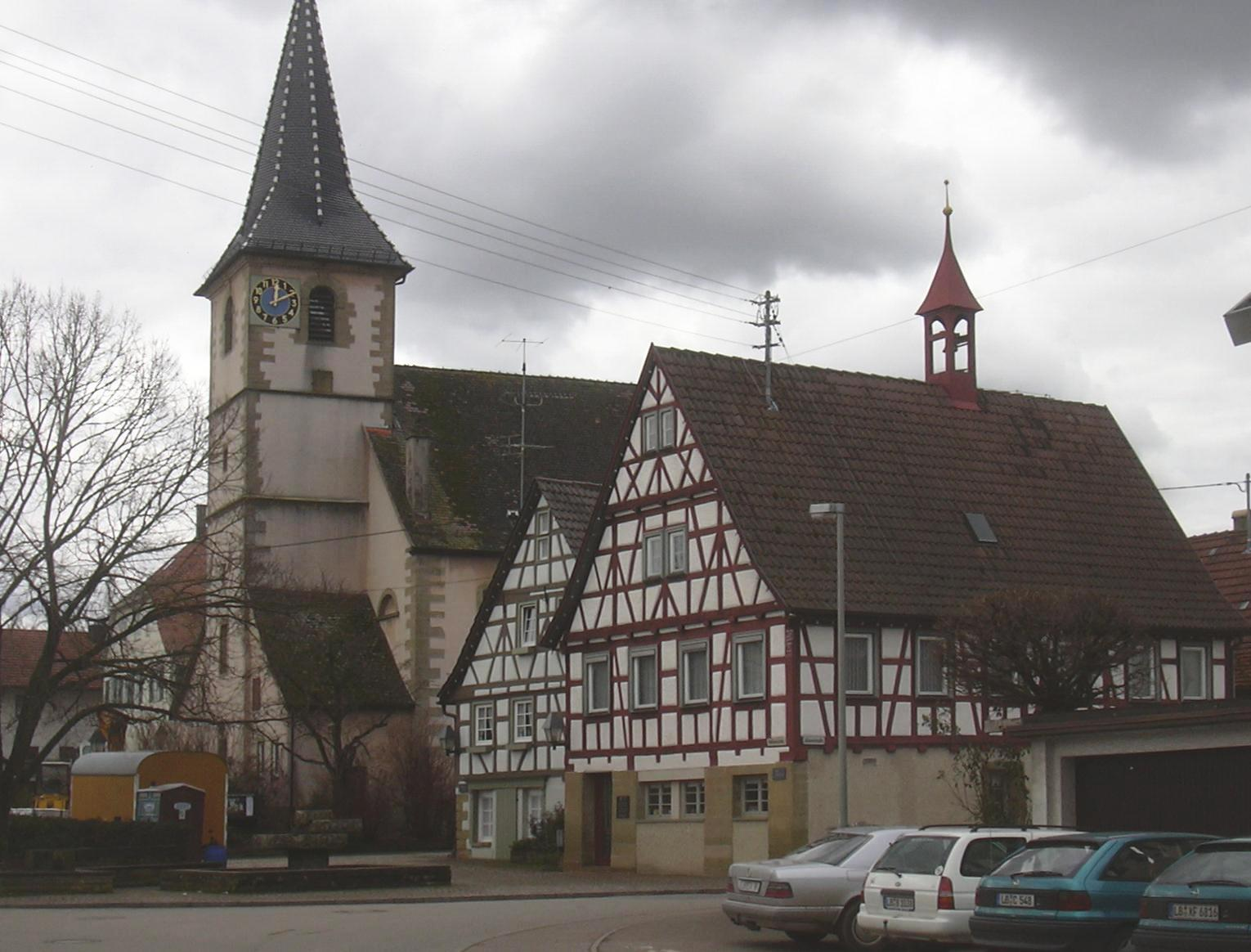
Rathausplatz mit Kirche

Im 16. Jahrhundert war der Weinbau die wirtschaftliche Haupteinnahmequelle. Neben dem Weinbau waren Acker- und Wiesenbau sowie die Viehzucht die wichtigste Nahrungs- und Erwerbsquelle. Die Hauptanbaufrüchte waren Dinkel, Roggen und Hafer. Die Viehzucht wurde hauptsächlich mit Rindvieh, Schweinen und Schafen betrieben. Die Produkte der Handwerker dienten fast ausschließlich dem lokalen Bedarf. Fast jeder Handwerker betrieb auch Landwirtschaft.
Mit der Gründung des Rielingshäuser Darlehenskassenvereins 1897 wurde die Situation der Landwirte verbessert. Die ersten Kredite betrugen 50 Mark pro Person und Jahr. Zunächst wurden Düngemittel, Reis und Zucker gemeinsam bezogen. Da die Milchviehhaltung zugenommen hatte, wurde 1911 eine Milchverkaufsgenossenschaft gegründet.
1884 wurden in Rielingshausen 40,5 Hektar Weinberge bewirtschaftet, die 78.470 Liter Wein erbrachten. Der Weinbau nahm in diesen Jahren rapide ab. 1912 wurden nur noch rund 11.500 Liter, aber 1914 nur 1.350 Liter gekeltert. In der Kelter selbst wurde 1908 das letzte Mal gepresst, dann wurde wegen geringer Mengen privat mit eigenen Pressen gearbeitet.

## Bevölkerung
Einen ersten vollständigen Überblick über die Rielingshäuser Bürger gibt die Herdstättenliste von 1525. In ihr werden 61 Personen aufgeführt, darunter bereits die Namen Lauterwasser und Wildermuth. Es gab ein großes Gefälle zwischen Arm und Reich. Der reichste Bürger war 1608 der Schultheiß Stefan Klinger mit einem Vermögen von 1.212 Pfund und 15 Schilling. Er besaß u. a. zwei Häuser und zwei Scheunen. Ihm folgte mit 1.204 Pfund die Witwe des Hans Klinger. Aber auch arme Bewohner waren am Ort. Jeder Bürger hatte damals das Anrecht auf ein gewisses Quantum Holz aus dem Gemeindewald. Die Bedürftigen erhielten zusätzlich kostenloses Bauholz. 1603 wurden am Ort Almosen eingesammelt und an arme Einwohner verteilt.
Auch die medizinische Versorgung war dürftig. Einen Arzt vor Ort gab es nicht. Für die Frauen war die aus Bubenorbis stammende Witwe des Christoph Keller, die 1592 und 1598 als Hebamme in Rielingshausen genannt wird, wichtigste Ansprechpartnerin.
Zwischen 1760 und 1773 trieb eine 40-köpfige Bande, die Räuber vom Mainhardter Wald, ihr Unwesen. Der Anführer war ein württembergischer Zolleinnehmer und Wirt namens Heinrich Weiß, der oberhalb von Mainhardt ein Doppelleben führte. 1768 kehrte der ehemalige Stadtschultheiß Adam Wildermuth in einer Wirtschaft in Sulzbach ein, trank viel und erzählte von 100 Reichstalern in seiner Tasche. Der Anführer der Räuberbande erfuhr dies von seinem Wirtskollegen in Sulzbach. Die Räuber überfielen Wildermuth zwischen Oppenweiler und Strümpfelbach und ermordeten ihn. Jahre später wurde einer der Räuber bei einem Diebstahl erwischt, sagte unter der Folter aus und verriet seine Komplizen. Nach und nach wurden alle 40 Räuber verhaftet, eingekerkert und gefoltert. Zwei der Räuber waren vorher entkommen, darunter der Wirt. Von den Gefangenen wurden 19 im Jahr 1773 in Pfedelbach und Maienfels hingerichtet.
Über das Brauchtum am Ort im 17. Jahrhundert ist wenig bekannt. Offensichtlich entstand in der Zeit oder kurz nach dem Dreißigjährigen Krieg der Spottname „Hutzelfeigen“ für die Rielingshäuser. Der Überlieferung nach kam man in der Kriegs- oder Nachkriegsnot auf die Idee, Birnen in großen Mengen mit Stiel und Butzen als Wintervorrat zu dörren. Sie wurden als sog. Hutzelfeigen in großen Holztruhen verwahrt und im Winter roh oder gekocht gegessen. Offenbar wurde dies in Rielingshausen in großem Umfang praktiziert.

## Das 19. Jahrhundert
Seit Beginn des 19. Jahrhunderts wuchs die Bevölkerung zunächst an; 1849 war mit über 1.100 Einwohnern ein vorläufiger Höhepunkt erreicht. Zugleich wanderten aber viele Rielingshäuser aus, zunächst hauptsächlich nach Russland, später nach Nordamerika. Ursachen der Auswanderung waren Hungersnöte (1816/17 und 1846/47), religiöse Beweggründe und Unzufriedenheit mit den politischen Verhältnissen. Infolgedessen sank die Einwohnerzahl bis 1900 wieder auf unter 800. Nach wie vor lebten die meisten Einwohner von Landwirtschaft und Weinbau, daneben entwickelte sich zu Beginn des 19. Jahrhunderts die Weberei zum größten Gewerbe am Ort und behielt diese Stellung bis zum Ende des Jahrhunderts.
Kurzzeitig errang Rielingshausen überregionale Bekanntheit, als dort der pietistische Theologe Ludwig Hofacker von 1826 bis zu seinem frühen Tod 1828 als Pfarrer wirkte. Am 7. April 1826 bewarben sich der 1798 in Wildbad geborene Ludwig Hofacker sowie sieben Mitbewerber um die Rielingshäuser Pfarrstelle. Hofackers Berufung erfolgte am 8. Mai, aber erst im November trat er sein Amt an. Hofacker war Erweckungsprediger und zahlreiche Gläubige reisten von weither an, um ihn zu hören. Weitere Elemente in den Predigten waren der Ruf zur Entscheidung und der Kampf gegen die Lauheit. Hofacker bat wegen Krankheit am 30. März 1828, ihm seinen Bruder Wilhelm als Vikar zu überlassen. Wilhelm Hofacker blieb auch nach dem Tod seines Bruders, der am 18. November 1828 in Rielingshausen an der Wassersucht starb, acht Monate Pfarrverweser und wurde 1829 unentgeltlich ins Bürgerrecht aufgenommen.
1899 wird an der Eisenbahnstrecke Backnang–Marbach der Haltepunkt Erdmannhausen-Rielingshausen eingerichtet. Dieser befand sich allerdings (von Rielingshausen gesehen) jenseits der Murr, drei Kilometer vom Ort entfernt. 1912/13 erhielt der Ort Anschluss an die elektrische Stromversorgung.

## Das 20. Jahrhundert
Aus dem Ersten Weltkrieg kehrten 43 Rielingshäuser nicht mehr zurück. Während der Weimarer Republik war zunächst der Württembergische Bauern- und Weingärtnerbund die bestimmende politische Kraft im Ort; er erhielt 1920 über zwei Drittel der Stimmen. In den 1920ern veränderte sich die Arbeitsstruktur im Ort, immer mehr Einwohner pendelten als Industriearbeiter in die benachbarten Orte bis hin nach Stuttgart. Während der Weltwirtschaftskrise war diese Gruppe stark von Arbeitslosigkeit betroffen, 1931 gab es 60 Arbeitslose bei 760 Einwohnern. Die damit einhergehende Not führte zu einer Veränderung der politischen Mehrheitsverhältnisse. Bei der Reichstagswahl 1933 wurde die NSDAP mit 47 % der Stimmen stärkste Kraft.
Die Errichtung des Dritten Reichs ging auch in Rielingshausen mit der Gleichschaltung des Gemeinderats und der übrigen Organe des gesellschaftlichen Lebens einher. 1937 wurde der Zeuge Jehovas Adolf Stirm verhaftet, der später im KZ Mauthausen ums Leben kam. 1938, bei der Auflösung des Oberamts Marbach, wurde Rielingshausen entgegen den gewachsenen Strukturen dem Landkreis Backnang zugeteilt. Im Zweiten Weltkrieg nahm der Ort zeitweise Evakuierte aus anderen Orten auf. In der Landwirtschaft wurden etwa 20 französische Kriegsgefangene eingesetzt sowie einige Angehörige anderer Nationen. Am Ende des Krieges waren 37 Rielingshäuser gefallen oder vermisst.
Nach dem Zweiten Weltkrieg wurde der Landwirt Wilhelm Wildermuth (1873 – 1955) kommissarischer Bürgermeister. Im September 1945 wurden auf Vorschlag des Bürgermeisters sechs Beiräte kommissarisch verpflichtet. Dies waren David und Erwin Wildermuth, Albert Bauer, Wilhelm Lauterwasser, Hermann Schnepple und Ernst Storz. Im Frühjahr 1946 fand die erste freie Gemeinderatswahl nach Kriegsende statt. Auch der Bürgermeister wurde damals gewählt, allerdings noch durch den Gemeinderat. Wildermuth trat aus Altersgründen nicht mehr an. Sein Nachfolger wurde Wilhelm Lauterwasser (1888 – 1954).
Im Frühsommer 1947 entschied sich die Gemeinde, die Bürgermeisterstelle erstmals hauptamtlich auszuschreiben. Bürgermeister wurde Ernst Jeutter (1886 – 1963). Er erklärte aus gesundheitlichen Gründen überraschend seinen Rücktritt auf 31.3.1956. Als Nachfolger wählte die Gemeinde den 30 Jahre alten Stadtoberinspektor Reinhold Kreßmann. Da die Einwohnerzahl bis 1959 auf über 1000 angestiegen war, wurde die Anzahl der Gemeinderäte von acht auf zehn erhöht.
Nach dem Krieg siedelten sich am Ort über 200 Heimatvertriebene an, viele davon aus Bessarabien. Der Bevölkerungszuwachs führte ab 1948 zur Errichtung einer Reihe von Neubaugebieten, durch die sich der Ort hauptsächlich nach Norden und Osten ausdehnte. 1959 überschritt die Einwohnerzahl erneut die Grenze von 1.000 Einwohnern und stieg in der Folge weiter, da der Ort durch weitere Neubaugebiete zu einer Wohngemeinde im Umland Stuttgarts wurde.
Die Gemeindereform beendete 1972 die kommunale Selbständigkeit Rielingshausens. Die Bürger gaben bei einer Abstimmung einer Vereinigung mit Marbach deutlich den Vorzug gegenüber einer solchen mit Steinheim an der Murr. Die Eingemeindung nach Marbach wurde daraufhin am 1. Juli 1972 durchgeführt, wodurch der Ort zugleich zum Landkreis Ludwigsburg kam. Rielingshausen behielt nach der Eingemeindung einen eigenen Ortschaftsrat.
Die Eingemeindung wurde vom Land Baden-Württemberg finanziell gefördert, wodurch die Infrastruktur des Orts in den folgenden Jahren stark ausgebaut werden konnte (Schule, Kindergarten, Wegenetz u. a.). Ab 1979 entstand im Nordwesten des Orts noch das Neubaugebiet Egelsee und ab 2007 eine neue kleine Siedlung Richtung Kirchberg.
1992 wurde die renovierte Gemeindekelter eingeweiht. Das von Dr. Susanne Eules konzipierte Dorfmuseum Kelter Rielingshausen wurde 1994 eröffnet. Die Jahre nach der Jahrtausendwende sind in Rielingshausen durch die Ortskernsanierung, die Ausweisung neuer Bau- und Gewerbegebiete sowie die Kontroversen bezüglich der Steinbrucherweiterung geprägt. Ein großes Projekt war die Sanierung der Kelter, für die der Marbacher Gemeinderat 200.000 Euro zur Verfügung stellte. Allerdings sollte die museale Dauerausstellung nicht wieder eröffnet werden, sondern in reduziertem Zustand nur noch als Dekoration erhalten bleiben. Die Bauarbeiten fanden 2017/18 statt, wobei der Abschluss zugleich als Jubiläum 300 Jahre Kelter und 40 Jahre Heimat- und Museumsverein gefeiert wurde. Im Zuge der Feierlichkeiten zu 50 Jahren Eingemeindung von Rielingshausen nach Marbach gab es eine Ausstelluhng, die die Geschichte des Ortes porträtierte.
Für die Kulturdenkmäler des Ortes siehe die Liste der Kulturdenkmale in Rielingshausen.

## Politik

### Liste der Schultheißen bzw. Bürgermeister und Ortsvorsteher der Gemeinde Rielingshausen
- Um 1350 Werner Schulth[aizz]
- 1503 Kaspar Busch
- 1521 Kaspar Zebinger
- 1545 Augustin Miller
- um 1555–1580 Konrad Lempp
- 1580–1586 Eberhard Eberlin
- 1586–1611 Stefan Klinger
- um 1594–1597 Hans Wildermuth
- 1612–1638 Jakob Lempp
- um 1638 Balthas Müller
- Seit ca. 1638–1671 Zacharias Wildermuth (1600 – um 1671)
- 1671 Sebastian Cammerer (Amtsverweser)
- 1672–1690 Augustin Lauterwasser (1629 – um 1690)
- 1690–1700 Joseph Metzger (1646–1728)
- 1700–1721 Michael Lillich (1650–1721)
- 1721–1729 Jakob Wildermuth (1668–1738)
- 1729–1762 Adam Wildermuth (1700–1768)
- 1762–1774 Johann Michael Eberlin (1718–1774)
- 1774–1793 Johann Jakob Lillich (1737–1793)
- 1793–1835 Johann Michael Wildermuth (1755–1835)
- 1835–1844 Friedrich Wildermuth (1783–1844)
- 1844–1864 Karl Friedrich Valet (1817–1864)
- 1864–1866 Johannes Wildermuth (1805–1866)
- 1866–1884 Eberhard Wildermuth (1814–1885)
- 1884–1915 Karl Ludwig Schwaderer (1846–1916)
- 1915–1919 Ludwig Wildermuth (Amtsverweser) (1856–1932)
- 1919–1938 Hermann Trefz (1892–1938)

Mit Inkrafttreten der neuen Gemeindeordnung zum 1. Dezember 1930 wurden die Bezeichnungen Schultheiß und Schultheißenamt durch Bürgermeister und Bürgermeisteramt ersetzt:
- 1939 – Mai 1945 Karl Hermann (eingesetzt durch die Nationalsozialisten, abgesetzt von der amerikanischen Militärregierung) (geboren 1892)
- 1945–1946 Wilhelm Wildermuth (kommissarischer Bürgermeister)
- 1946–1947 Wilhelm Lauterwasser (1888–1954)
- 1947–1956 Ernst Jeutter (1886–1963)
- 1956–1972 Reinhold Kreßmann (1926 - 1989)

### Ortsvorsteher
- 1972–1994 Hans Wahl
- 1994–2019 Eberhard Ruoff
- Seit 2019 Jens Knittel

## Wappen

Wappen des Marbacher Ortsteils Rielingshausen

Das Wappen Rielingshausens zeigt in Gold einen aufrecht stehenden schwarzen Schlüssel. Der Schlüssel weist auf den Kirchenheiligen St. Peter hin, die Farben wurden vermutlich als Hinweis auf die württembergischen Wappenfarben gewählt. Der Schlüssel als Gemeindesymbol ist erstmals im Fleckensiegel von 1794 überliefert.

## Persönlichkeiten
- Ludwig Hofacker (1798–1828), Pfarrer, wirkte in seinen letzten Lebensjahren in Rielingshausen
- Gottfried Traub (1869–1956, geboren in Rielingshausen), Theologe und Politiker (DNVP)
- Oskar Jenner, Fabrikant (1968 zum Ehrenbürger Rielingshausens ernannt)